# منتخب تشيكوسلوفاكيا لكرة القدم للسيدات
منتخب تشيكوسلوفاكيا لكرة القدم للسيدات  هو ممثل تشيكوسلوفاكيا  الرسمي في المنافسات الدولية في كرة القدم للسيدات، يديريه اتحاد جمهورية التشيك لكرة القدم.